# Mick Harvey
Michael John Harvey (ur. 29 września 1958 w Rochester) – australijski muzyk, szerzej znanym ze współpracy z Nickiem Cave’em. Jest multiinstrumentalistą (gra na gitarze, gitarze basowej, keyboardzie i perkusji) oraz wokalistą.